# Restio gossypinus
Restio gossypinus är en gräsväxtart som beskrevs av Maxwell Tylden Masters. Restio gossypinus ingår i släktet Restio och familjen Restionaceae. Inga underarter finns listade i Catalogue of Life.